# All the Things You Are
All the Things You Are är en sång komponerad av Jerome Kern, med text av Oscar Hammerstein II.
Sången skrevs för musikalen Very Warm for May (1939), introducerad av Hiram Sherman, Frances Mercer, Hollace Shaw, och Ralph Stuart. Den dök senare upp i filmen Broadway Rhythm (1944), samt var ett återkommande tema i den romantiska kommedien A Letter for Evie (1945). Låten finns även med i filmen Mrs. Henderson Presents (2005) med Judi Dench i huvudrollen.
Låten finns i en version på svenska med titeln Du har allt jag behöver, vilken har framförts av Monica Zetterlund. 